# Xu Lili
Xu Lili (n. 16 februarie 1988, Comitatul Wudi, Shandong, Republica Populară Chineză) este o sportivă ce a reprezentat Republica Populară Chineză, medaliată olimpică. A participat la o ediție a Jocurilor Olimpice (2012) în care a câștigat o medalie de argint.

## Participări
Lista de mai jos prezintă principalele competiții la care a participat Xu Lili de-a lungul carierei.
- judo at the 2012 Summer Olympics – women's 63 kg[*]